# バルコニー施工技能士
バルコニー施工技能士（バルコニーせこうぎのうし）とは、国家資格である技能検定制度の一種で、都道府県知事（問題作成等は中央職業能力開発協会、試験の実施等は都道府県職業能力開発協会）が実施する、バルコニー施工に関する学科及び実技試験に合格した者をいう。
なお職業能力開発促進法により、バルコニー施工技能士資格を持っていないものがバルコニー施工技能士と称することは禁じられている。

## 級別
単一等級のみである。

## 実技作業試験内容（金属製バルコニー工事作業）
- 単一等級
  - 要素試験：図面、実物材料等により、基礎材料の選定、高速切断機の安全な使用法の判定、ねじ止め又はボルト締めの下穴あけ用ドリルの選定、取付け金具・部品の選定、ソケットレンチ用ソケットの選定、根太掛け、取付け用部品の選定、金属製バルコニー部材の接合用部品の選定、施工手順に対応する施工写真と作業内容の判定等について行う。試験時間＝36分
  - ペーパーテスト：バルコニー部材の確認、取付け寸法の算定、基礎材料の積算等について行う。試験時間＝1時間20分